# Everything I Thought It Was
Everything I Thought It Was é o sexto álbum de estúdio do cantor e compositor norte-americano Justin Timberlake, lançado em 15 de março de 2024, através da RCA Records. O álbum foi precedido pelo single "Selfish" e o single promocional "Drown".

## Antecedentes
Em 2023, Timberlake reuniu-se com seus ex-colegas de grupo do *NSYNC e lançou o single "Better Place", presente na trilha sonora de Trolls Band Together, bem como uma colaboração com Timbaland e Nelly Furtado intitulada "Keep Going Up!". Alguns meses após o lançamento dos dois singles, Timberlake revelou o trailer de um futuro projeto intitulado Everything I Thought It Was em 19 de janeiro de 2024, narrado pelo ator Benicio Del Toro. Ele anunciou o álbum em 25 de janeiro, junto com o lançamento do primeiro single "Selfish". Sobre o álbum, Timberlake revelou que ele tem momentos "incrivelmente honestos", mas também é "muito divertido". Ele o chamou de seu disco "mais direto" até o momento, referindo-se a ele como "complexo em sua simplicidade".

## Lançamento e divulgação

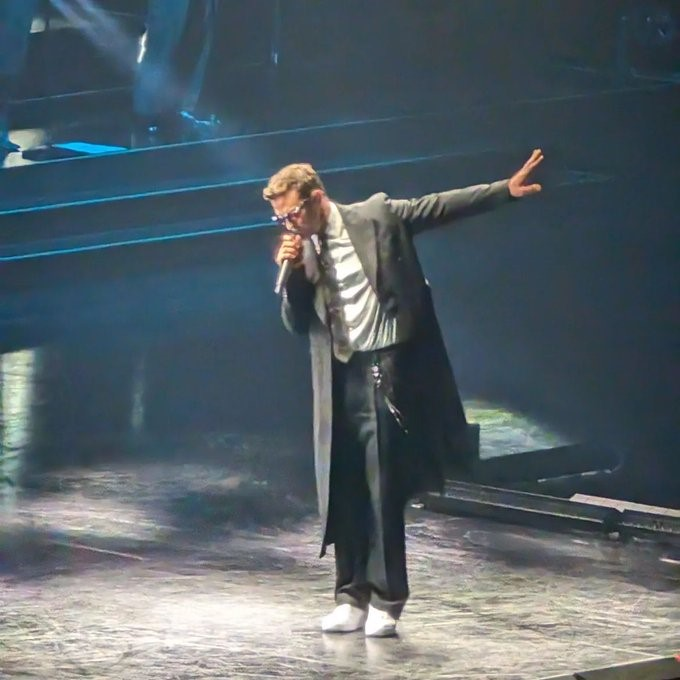
Justin Timberlake Performing on The Forget Tomorrow World Tour in Seattle, Washington.

Como divulgação ao álbum, em 25 de janeiro de 2024, Timberlake apareceu no The Tonight Show with Jimmy Fallon; ele anunciou o lançamento de "Selfish" e disse que seu novo álbum estava sendo produzido há quatro anos. Timberlake se apresentou no episódio de 27 janeiro de 2024 do Saturday Night Live, cantando "Selfish" e "Sanctified". Em 30 de janeiro, ele apareceu no The Kelly Clarkson Show. Timberlake também realizou  um concerto "íntimo" em Nova York no dia 31 de janeiro, durante seu 43ª aniversário.
Ele vai promover o álbum na The Forget Tomorrow World Tour, que iniciará em 29 de abril de 2024, em Vancouver, Canadá. Timberlake anunciou o lançamento de um documentário mostrando o processo de criação do álbum. Em 23 de fevereiro de 2024, o cantor anunciou as datas europeias da turnê.
Nas semanas que antecederam o lançamento, Timberlake também revelou a "edição deluxe" do álbum no formato LP, que inclui merchandise limitado e uma arte de capa exclusiva, influenciada pelo filme 8½ (1963) de Federico Fellin, bem como a contracapa inspirada por Willy Wonka & The Chocolate Factory (1971) de Mel Stuart, uma adaptação da obra Charlie and the Chocolate Factory de Roald Dahl.

## Lista de faixas
| Everything I Thought It Was |                                         |                                                                                    |                                           |         |  |
| N.º                         | Título                                  | Compositor(es)                                                                     | Produtor(es)                              | Duração |  |
| 1.                          | "Memphis"                               | Justin Timberlake Kenyon Dixon Floyd Nathaniel Hills                               | Timberlake Danja                          | 4:29    |  |
| 2.                          | "Fuckin' Up the Disco"                  | Timberlake Angel López Federico Vindver Adam Richard Wiles                         | Timberlake López Vindver Calvin Harris    | 4:22    |  |
| 3.                          | "No Angels"                             | Timberlake López Vindver Wiles                                                     | Timberlake López Vindver Harris           | 3:28    |  |
| 4.                          | "Play"                                  | Timberlake Ryan Tedder Michael Pollack Hills Vindver Zach Skelton Andrew DeRoberts | Timberlake Tedder Vindver Danja DeRoberts | 2:51    |  |
| 5.                          | "Technicolor"                           | Timberlake Timothy Mosley Dixon López Vindver Larrance Dopson Rio Root             | Timberlake Timbaland López Vindver        | 7:17    |  |
| 6.                          | "Drown"                                 | Timberlake Amy Allen Henry Walter Louis Bell Dixon                                 | Timberlake Bel Cirkut                     | 4:20    |  |
| 7.                          | "Liar" (com part. de Fireboy DML)       | Timberlake Adedamola Adefolahan Dixon Hills Atia Boggs Allen                       | Timberlake Danja                          | 3:26    |  |
| 8.                          | "Infinity Sex"                          | Timberlake López Mosley Vindver James Fauntleroy Wiles                             | Timberlake Timbaland Vindver Harris       | 3:49    |  |
| 9.                          | "Love & War"                            | Timberlake Dixon López Mosley Vindver Dopson                                       | Timberlake Timbaland López Vindver        | 3:34    |  |
| 10.                         | "Sanctified" (com part. de Toby Nwigwe) | Timberlake Tobechukwu Nwigwe Dixon Robin Tadross Hills                             | Timberlake Danja Rob Knox                 | 5:11    |  |
| 11.                         | "My Favorite Drug"                      | Timberlake Bell Walter Theron Thomas Allen Douglas Ford                            | Timberlake Bell Cirkut                    | 5:01    |  |
| 12.                         | "Flame"                                 | Timberlake Dixon Hills Tadross Elliott Ives                                        | Timberlake Danja Knox                     | 5:41    |  |
| 13.                         | "Imagination"                           | Timberlake Bell Walter Thomas Allen Dopson                                         | Timberlake Cirkut Bell                    | 3:16    |  |
| 14.                         | "What Lovers Do"                        | Timberlake Dixon Mosley López Vindver Dopson                                       | Timberlake Timbaland López Vindver        | 3:42    |  |
| 15.                         | "Selfish"                               | Timberlake Allen Walter Bell Thomas                                                | Timberlake Bell Cirkut                    | 3:49    |  |
| 16.                         | "Alone"                                 | Timberlake Dixon Hills                                                             | Timberlake Danja                          | 3:36    |  |
| 17.                         | "Paradise" (com part. de *NSYNC)        | Timberlake Dixon López Mosley Vindver                                              | Timberlake Timbaland López Vindver        | 4:26    |  |
| 18.                         | "Conditions"                            | Timberlake Dixon Bell Walter Thomas Allen                                          | Timberlake Bell Cirkut                    | 4:36    |  |
| Duração total:              | Duração total:                          | Duração total:                                                                     | Duração total:                            | 76:55   |  |